# 3 pr. n. št.
3 pr. n. št. je bilo navadno leto, ki se je po julijanskem koledarju začelo na sredo ali četrtek (različni viri navajajo različne podatke), po proleptičnem julijanskem koledarju pa na torek.
V rimskem svetu je bilo znano kot leto konzulstva Sabinija in Rufa, pa tudi kot leto 750 ab urbe condita.
Oznaka 3 pr. Kr. oz. 3 AC (Ante Christum, »pred Kristusom«), zdaj posodobljeno v 3 pr. n. št., se uporablja od srednjega veka, ko se je uveljavilo številčenje po sistemu Anno Domini.

## Dogodki
- Lucij Dominij Ahenobarb z rimsko vojsko prečka Labo v Germaniji in zgradi serijo mostov prek močvirja med Renom ter Emsom (pontes longi)

## Rojstva
- Lucij Anej Seneka, rimski državnik († 65)
- Galba, cesar Rimskega cesarstva († 69)